# Skarups naturreservat
Skarups naturreservat är ett naturreservat i Ronneby kommun i Blekinge län.
Området har varit skyddat sedan 2019 och är 12 hektar stort. Det är beläget strax väster om riksväg 27 söder om Skarups by och består av  granskog där skogsbete förekommit.
Naturreservatet består till stor del av gles granskog. I väster växer ekar och hassel.
Naturreservatet ingår i EU:s ekologiska nätverk, Natura 2000.